# Gladiolus illyricus

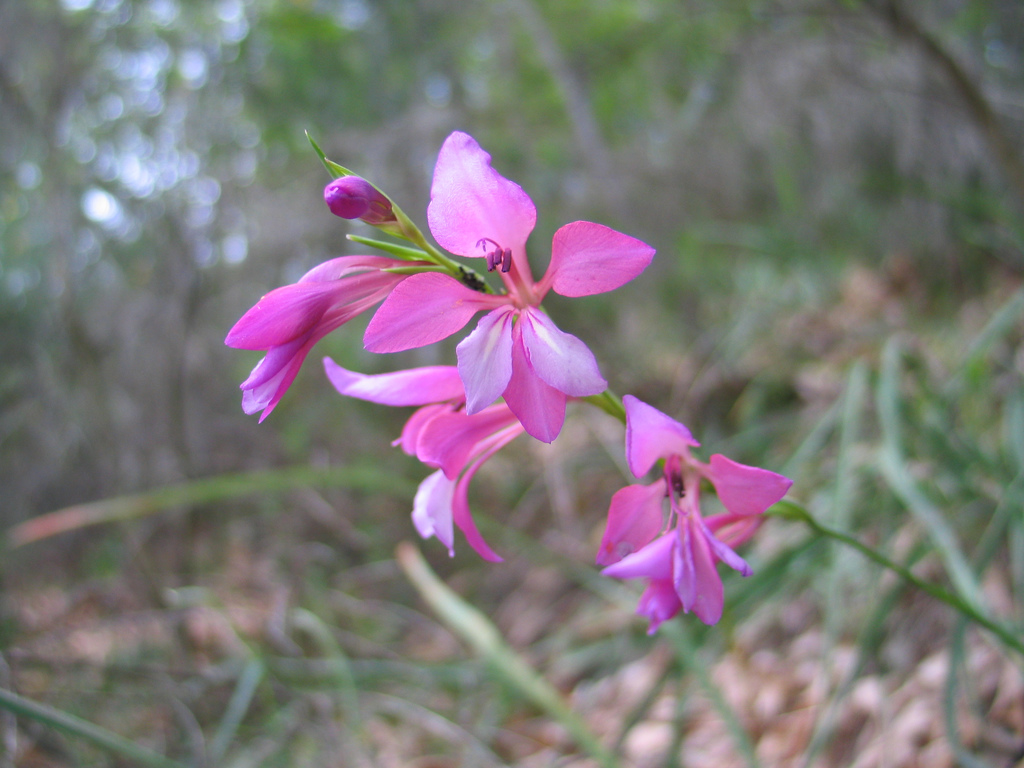
Flors de gladiol

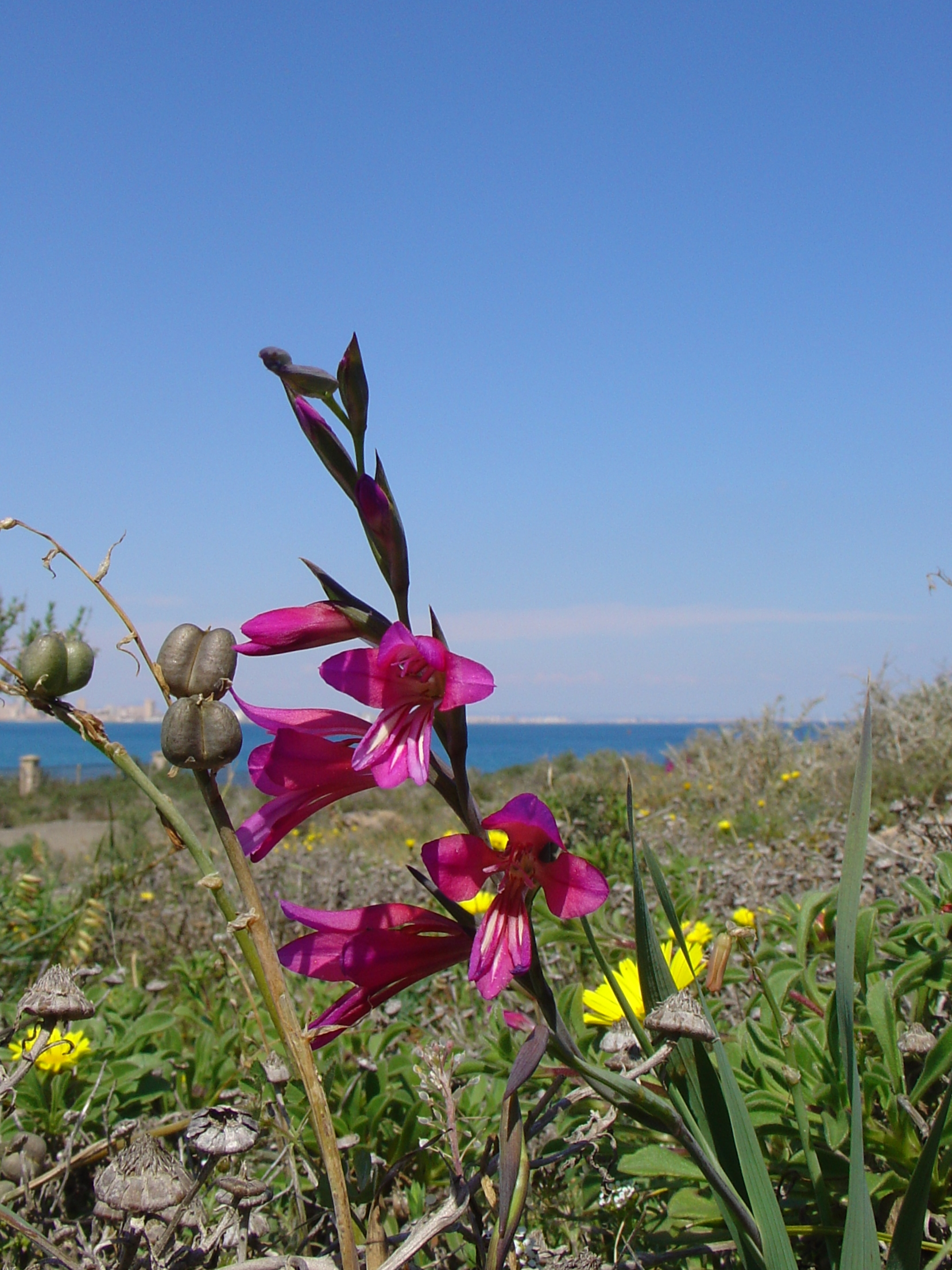
Flors de gladiol

Gladiolus illyricus W.D.J.Koch, és una espècie d'herba perenne bulbosa pertanyent a la família Iridaceae.

## Descripció
És el gladiol més petit de tots, arribant als 25-90 cm d'alçada. Presenta entre 3 i 5 fulles, ensiformes, verdes, normalment amb només el nervi central prominent, que d'ordinari no assoleixen la base de la inflorescència. La inflorescència és unilateral o amb prou feines dística, simple o molt rares vegades amb una branca basal curta; bràctees linear-lanceolades, agudes, més curtes que les flors. Les flors són purpúries, bastant més fosques que les d'altres espècies d'aquest gènere. Els tèpals d'el·líptics a obovats, els 3 superiors immaculats, els 3 inferiors proveïts d'una màcula central el·líptica, blanquinosa, perfilada per una línia d'un color porpra obscur, el central amb la màcula més estreta, de vegades gairebé inapreciable.

## Distribució
El seu rang de distribució s'estén des del sud d'Europa fins a l'oest de Turquia. Concretament, es considera nativa d'Albània, Illes Balears, Bulgària, les illes de l'Egeu Oriental, França, Grècia, Itàlia, Romania, Sardenya, Sicília, península Ibèrica, Turquia, Iugoslàvia; i introduïda a Gran Bretanya.

## Hàbitat
La trobarem a ullastrars, sabinars, pinars, garrigues i prats secs.

## Taxonomia
Gladiolus illyricus va ser descrita pel metge, botànic, briòleg, pteridòleg i algòleg alemany, Wilhelm Daniel Joseph Koch, que l'any 1837 va publicar Synopsis Florae Germanicae et Helveticaeon apareix a la pàgina 699.
Etimologia
El nom genèric Gladiolus s'atribueix a Plini i fa referència, d'una banda a la forma de les fulles, similar a l'espasa romana denominada gladius; d'altra banda, també es refereix al fet que en l'època dels romans la flor es llirava als gladiadors que triomfaven en la batalla. És per això que és el símbol de la victòria. El nom específic illyricus fa referència a la seva localització a Il·líria (costa est de l'Adriàtic).
Sinonimia
D'acord amb GBIF:
- Gladiolus communis subsp. illyricus (W.D.J.Koch) O.Bolòs & Vigo
- Gladiolus germanicus Jord.
- Gladiolus glaucus Heldr.
- Gladiolus glaucus Heldr. ex Halácsy
- Gladiolus serotinus Welw.
- Gladiolus serotinus Welw. ex Boiss. & Reut.

Nom comú
- Castellà: claveles de monte, clavelicos de pastor, cresta de gallo, espadaña terrestre, espadilla, española, estoque, estoque de dos filos, estoque yerba, galas de avión, gallo, genciana, gladiolo, gladiolo común, gladiolo de entre los panes, gladiolo menor, gladiolo oriental, gladiolo silvestre, gradiolo, hiacinto poético, hierba estoque, lirio, lirio de San Juan, lirio fétido, paíllas (Jaén), palmillas, palmitos, pendientes de la reina, pintauñas, vara de Santa Teresa, vareta, varica de San José, varita de San josé, yerba estoque.[6]

- Català: boga, coltell, coltell vermell, cresta de gall, cultell (Mallorca), espadella, espadella vulgar, espadola (Mallorca), espasa, espases, espases curtes, espaseta (Mallorca, Menorca), espasí (València), fulla d'espasa (València), gandia, gladiol, herba d'espasa, herba palma, lliri d'espases, lliri de sant Joan, lliri roig, maig (Mallorca), maitx (Mallorca), maitxos (Mallorca), matx (Mallorca), palma, paradells (Mallorca), rossinyol (Mallorca), vara de Sant Josep, vareta de Sant Josep (València).[6]
- Basc: ezpata-lorea, gladioloa, lurretakoa, oilarbuztan.[6]
- Gallec: gladiolo, herba estoque.[6]